# 卡特琳·博舍曼-皮纳尔
卡特琳·博舍曼-皮纳尔（法語：Catherine Beauchemin-Pinard，1994年6月26日—），加拿大柔道運動員，她代表加拿大隊參加了日本舉行的2020年夏季奧林匹克運動會，並且在女子63公斤級比賽上獲得銅牌。